# Coupe des États-Unis de soccer 2016
Navigation
Lamar Hunt U.S. Open Cup 2015 Lamar Hunt U.S. Open Cup 2017
La Coupe des États-Unis de soccer 2016 est la 103e édition de la Lamar Hunt U.S. Open Cup, la plus ancienne des compétitions dans le soccer américain. C'est un système à élimination directe mettant aux prises des clubs de soccer amateurs, semi-pros et professionnels affiliés à la Fédération des États-Unis de soccer, qui l'organise conjointement avec les ligues locales
La finale se tient le 21 septembre 2016, après sept autres tours à élimination directe dans la phase finale mettant aux prises des clubs amateurs et professionnels. Le Sporting Kansas City défend son trophée après sa victoire en 2015, son troisième titre (après 2004, 2012 et 2015). Les qualifications débutent à l'automne 2015 pour les équipes des divisions cinq ou inférieures même si la Fédération des États-Unis de soccer n'annonce le format de la compétition que le 5 février 2016. Depuis l'édition 2015, la compétition comporte une absence de tirage au-delà des seizièmes de finale puisque les équipes sont réparties en quatre groupes de quatre, selon des critères géographiques. Malgré tout, les équipes appartenant au même propriétaire (Real Salt Lake et Real Monarchs par exemple) ne peuvent se rencontrer avant la finale.
Le tenant du titre est le Sporting Kansas City, vainqueur en finale du Philadelphia Union. Le vainqueur de la compétition, le FC Dallas, remporte 250,000 $ ainsi qu'une place pour la Ligue des champions de la CONCACAF 2017-2018.

## Déroulement de la compétition

### Primes monétaires
Pour cette 103e édition, les primes accordées sont les mêmes que la saison dernière. Le champion reçoit 250 000 dollars. Le finaliste touche 60 000 dollars et 15 000 dollars sont accordés pour les meilleurs de chaque championnat semi-pro et amateur.
Les primes monétaires de l'édition 2016 sont distribuées comme suit:
| Classement                                                 | Primes    |
| ---------------------------------------------------------- | --------- |
| Champion                                                   | 250,000 $ |
| Finaliste                                                  | 60,000 $  |
| Meilleur de championnat inférieur à la Major League Soccer | 15,000 $  |

## Calendrier
De par la taille du pays, les phases de qualification sont dirigées par des ligues nationales qui divisent elles-mêmes leurs phases de qualification selon la répartition géographique des clubs membres. Ainsi, selon les conférences, les qualifications peuvent être composées d'un à trois tours.

### Dates des rencontres
| Tour                                                                                                  | Nom                 | Dates retenues          | Équipes participantes | Équipes gagnantes |
| Épreuve éliminatoire (2015)                                                                           |                     |                         |                       |                   |
| 1 | Premier tour        | Dates locales           |                       |                   |
| 2 | Deuxième tour       | Dates locales           |                       |                   |
| 3 | Troisième tour      | Dates locales           |                       |                   |
| Compétition propre (2016)                                                                             |                     |                         |                       |                   |
| Entrée de 1 équipe de USCS/1 équipe de USSSA/12 équipes de USASA/14 équipes de NPSL/18 équipes de PDL |                     |                         |                       |                   |
| 4 | Premier tour        | mer. 11 mai             | 46                    | 23                |
| Entrée des 17 équipes de USL/1 équipe de NPSL/1 équipe de PDL                                         |                     |                         |                       |                   |
| 5 | Deuxième tour       | mer.-jeu. 18-19 mai     | 42                    | 21                |
| Entrée des 9 équipes de NASL                                                                          |                     |                         |                       |                   |
| 6 | Troisième tour      | mer. 1er juin           | 30                    | 15                |
| Entrée des 17 équipes de Major League Soccer                                                          |                     |                         |                       |                   |
| 7 | Quatrième tour      | mar.-mer. 14-15 juin    | 32                    | 16                |
| 8 | Huitièmes de finale | mar.-mer. 28-29 juin    | 16                    | 8                 |
| 9 | Quarts de finale    | mar.-mer. 19-20 juillet | 8                     | 4                 |
| 10 | Demi-finales        | ma.-mer. 9-10 août      | 4                     | 2                 |
| 11 | Finale              | mer. 13 septembre       | 2                     | 1                 |

## Participants
Toutes les équipes des divisions I (MLS), II (NASL) et III (USL) obtiennent une place automatique dans la compétition, à l'exception des équipes opérées par des franchises professionnelles d'un niveau supérieur. Cette nouvelle règle exclut donc le Bethlehem Steel FC, le LA Galaxy II, les New York Red Bulls II, le Orlando City B, les Portland Timbers 2, les Real Monarchs, les Seattle Sounders FC 2 et les Swope Park Rangers de la coupe. Pour les mêmes raisons, les New York Cosmos B (NPSL) annoncent également ne pas s'inscrire dans la compétition. Le 28 mars suivant, le comité de la US Open Cup révise les critères d'éligibilité pour entrer dans la compétition, statuant que les équipes dont l'effectif est géré par une franchise professionnelle sont inéligibles ; cette décision impactant alors les Rio Grande Valley FC Toros (Houston Dynamo) qui sont alors écartés. Alors que le New York Athletic Club (NPSL) disposait d'une place au second tour, le club se désinscrit de la compétition en février.
| Entre au premier tour | Entre au premier tour | Entre au second tour | Entre au troisième tour | Entre au quatrième tour |
| USCS/USASA/USSSA/NPSL/PDL 1 équipe/12 équipes/1 équipe/14 équipes/18 équipes | USCS/USASA/USSSA/NPSL/PDL 1 équipe/12 équipes/1 équipe/14 équipes/18 équipes | USL/NPSL/PDL 17 équipes/1 équipe/1 équipe | NASL 9 équipes | MLS 17 équipes |
| USCS - San Francisco City FC USASA - Aromas Café FC - Boca Raton FC - Lansdowne Bhoys FC - LA Wolves FC - La Máquina FC - Motagua New Orleans - New York Pancyprian-Freedoms - Outbreak FC - NTX Rayados - San Nicolas FC - Southie FC - West Chester United USSSA - Harpo's FC | NPSL - AFC Cleveland - Atlanta Silverbacks - CD Aguiluchos USA - Chesterfield United FC - Clarkstown SC Eagles - Corinthians FC of San Antonio - Detroit City FC - FC Wichita - Fredericksburg FC - Indiana Fire - Kraze United SC - Miami Fusion FC - Myrtle Beach Mutiny - Sacramento Gold PDL - Albuquerque Sol FC - Burlingame Dragons FC - Charlotte Eagles - Cincinnati Dutch Lions - Des Moines Menace - FC Tucson - GPS Portland Phoenix - Jersey Express - Long Island Rough Riders - Michigan Bucks - Mississippi Brilla - New York Red Bulls U-23 - Portland Timbers U-23 - Reading United - Seacoast United Phantoms - Seattle Sounders FC U-23 - Ventura County Fusion - The Villages SC | USL - Arizona United SC - Charleston Battery - Charlotte Independence - Colorado Springs Switchbacks - FC Cincinnati - Harrisburg City Islanders - Louisville City FC - Oklahoma City Energy FC - Orange County Blues FC - Pittsburgh Riverhounds - Richmond Kickers - Rochester Rhinos - Sacramento Republic FC - Saint Louis FC - San Antonio FC - Tulsa Roughnecks - Wilmington Hammerheads NPSL - Chattanooga FC PDL - Kitsap Pumas | NASL - Carolina RailHawks - Fort Lauderdale Strikers - Indy Eleven - Jacksonville Armada - Miami FC - Minnesota United FC - New York Cosmos - Rayo OKC - Tampa Bay Rowdies | MLS - Chicago Fire - Colorado Rapids - Columbus Crew - FC Dallas - DC United - Houston Dynamo - Los Angeles Galaxy - New England Revolution - New York City FC - New York Red Bulls - Orlando City SC - Philadelphia Union - Portland Timbers - Real Salt Lake - San Jose Earthquakes - Seattle Sounders FC - Sporting Kansas City |

Légende :

Major League Soccer (MLS) : championnat de première division.

North American Soccer League (NASL) : championnat de seconde division organisé par la Fédération des États-Unis de soccer (USSF).

United Soccer League (USL) : championnat de troisième division organisé par la United Soccer Leagues (USL).

Premier Development League (PDL) : championnat de quatrième division organisé par la United Soccer Leagues (USL).

National Premier Soccer League (NPSL) : championnat de quatrième division organisé par la Fédération des États-Unis de soccer (USSF).

United States Adult Soccer Association (USASA) : organisateur des championnats de divisions cinq et inférieures.

US Club Soccer (USCS) : organisation de soccer présente dans les 50 États du pays.

United States Specialty Sports Association (USSSA) : organisation multisports présente dans l'ensemble du pays.
- $: Vainqueur du bonus de 15,000 $ pour être l'équipe du championnat ayant été le plus loin dans la compétition.

## Résultats
Le vainqueur de l'édition précédente, le Sporting Kansas City (MLS) entre dans la compétition lors du quatrième tour.

### Premier tour
Les rencontres se déroulent le mercredi 11 mai.
Pour minimiser les longs trajets, le tirage au sort est basé sur des critères géographiques. Les équipes hôtes en ont précédemment fait la demande. Si deux équipes souhaitant accueillir leur rencontre de premier sont confrontées, on procède alors à un tirage au sort.
| Division | Club                          | Score              | Club                     | Division |
| -------- | ----------------------------- | ------------------ | ------------------------ | -------- |
| (NPSL)   | Chesterfield United FC        | 1-2 a. p.          | Aromas Café FC           | (USASA)  |
| (PDL)    | The Villages SC               | 1-0                | Kraze United SC          | (NPSL)   |
| (NPSL)   | Clarkstown FC Eagles          | 1-2                | Jersey Express           | (PDL)    |
| (PDL)    | Charlotte Eagles              | 3-2 a. p.          | Myrtle Beach Mutiny      | (NPSL)   |
| (NPSL)   | Miami Fusion FC               | 4-1 a. p.          | Boca Raton FC            | (USASA)  |
| (NPSL)   | Indiana Fire                  | 1-0                | Cincinnati Dutch Lions   | (PDL)    |
| (PDL)    | Long Island Rough Riders      | 1-2 a. p.          | Lansdowne Bhoys FC       | (USASA)  |
| (USASA)  | New York Pancyprian-Freedoms  | 2-1                | New York Red Bulls U-23  | (PDL)    |
| (PDL)    | Michigan Bucks                | 0-0 (3-4 t. a. b.) | Detroit City FC          | (NPSL)   |
| (USASA)  | Southie FC                    | 2-0                | Seacoast United Phantoms | (PDL)    |
| (PDL)    | GPS Portland Phoenix          | 0-1                | AFC Cleveland            | (NPSL)   |
| (PDL)    | Mississippi Brilla            | 2-0                | Motagua New Orleans      | (USASA)  |
| (NPSL)   | FC Wichita                    | 1-2                | Des Moines Menace        | (PDL)    |
| (PDL)    | Albuquerque Sol FC            | 0-2                | Harpo's FC               | (USSSA)  |
| (NPSL)   | Corinthians FC of San Antonio | Forfait            | NTX Rayados              | (USASA)  |
| (NPSL)   | Sacramento Gold               | 3-1                | Burlingame Dragons FC    | (PDL)    |
| (PDL)    | Ventura County Fusion         | Forfait            | LA Wolves FC             | (USASA)  |
| (PDL)    | FC Tucson                     | 3-0                | San Nicolas FC           | (USASA)  |
| (USCS)   | San Francisco City FC         | 0-3                | CD Aguiluchos USA        | (NPSL)   |
| (PDL)    | Portland Timbers U-23         | 0-2                | La Máquina FC            | (USASA)  |
| (PDL)    | Seattle Sounders FC U-23      | 3-1 a. p.          | Outbreak FC              | (USASA)  |
| (PDL)    | Reading United                | 2-0                | Atlanta Silverbacks      | (NPSL)   |
| (NPSL)   | Fredericksburg FC             | 1-1 (7-8 t. a. b.) | West Chester United      | (USASA)  |

### Second tour
Les rencontres se déroulent le 18 mai à l'exception de la confrontation entre les New York Pancyprian-Freedoms et le Jersey Express qui est jouée le lendemain.
| Division | Club                         | Score               | Club                          | Division |
| -------- | ---------------------------- | ------------------- | ----------------------------- | -------- |
| (USL)    | Richmond Kickers             | 4-0                 | Aromas Café FC                | (USASA)  |
| (PDL)    | Charlotte Eagles             | 0-2                 | Charlotte Independence        | (USL)    |
| (USL)    | Wilmington Hammerheads       | 6-0                 | Miami Fusion FC               | (NPSL)   |
| (USL)    | Louisville City FC           | 1-1 (3-1 t. a. b.)  | Detroit City FC               | (NPSL)   |
| (USL)    | Rochester Rhinos             | 7-0                 | Southie FC                    | (USASA)  |
| (USL)    | Pittsburgh Riverhounds       | 0-2                 | Lansdowne Bhoys FC            | (USASA)  |
| (USL)    | Charleston Battery           | Forfait             | The Villages SC               | (PDL)    |
| (USASA)  | West Chester United          | 0-2                 | Harrisburg City Islanders     | (USL)    |
| (NPSL)   | Chattanooga FC               | 0-0 (4-1 t. a. b.)  | Reading United                | (PDL)    |
| (USL)    | FC Cincinnati                | 2-1                 | Indiana Fire                  | (NPSL)   |
| (USL)    | San Antonio FC               | 3-1                 | Corinthians FC of San Antonio | (NPSL)   |
| (PDL)    | Mississippi Brilla           | 0-0 (9-10 t. a. b.) | Oklahoma City Energy FC       | (USL)    |
| (USL)    | Saint Louis FC               | 2-0                 | AFC Cleveland                 | (NPSL)   |
| (PDL)    | Des Moines Menace            | 2-0                 | Tulsa Roughnecks FC           | (USL)    |
| (USL)    | Colorado Springs Switchbacks | 1-0                 | Harpo's FC                    | (USSSA)  |
| (USASA)  | La Máquina FC                | 2-0                 | Sacramento Gold               | (NPSL)   |
| (PDL)    | LA Wolves FC                 | 1-1 (4-2 t. a. b.)  | Orange County Blues FC        | (USL)    |
| (PDL)    | FC Tucson                    | 0-5                 | Arizona United SC             | (USL)    |
| (PDL)    | Kitsap Pumas                 | 1-0                 | Seattle Sounders FC U-23      | (PDL)    |
| (USL)    | Sacramento Republic FC       | 5-0                 | CD Aguiluchos USA             | (NPSL)   |
| (USASA)  | New York Pancyprian-Freedoms | 0-1                 | Jersey Express                | (PDL)    |

### Troisième tour
Les rencontres se déroulent le 1er juin.
| Division | Club                     | Score              | Club                         | Division |
| -------- | ------------------------ | ------------------ | ---------------------------- | -------- |
| (NASL)   | Jacksonville Armada FC   | 2-1 a. p.          | Charleston Battery           | (USL)    |
| (NASL)   | Fort Lauderdale Strikers | 1-1 (2-0 t. a. b.) | Richmond Kickers             | (USL)    |
| (USL)    | Rochester Rhinos         | 2-0                | Landsdown Bhoys FC           | (USASA)  |
| (NASL)   | Indy Eleven              | 2-1                | Louisville City FC           | (USL)    |
| (NASL)   | New York Cosmos          | 2-0                | Jersey Express               | (PDL)    |
| (NASL)   | Carolina Railhawks       | 5-0 a. p.          | Charlotte Independence       | (USL)    |
| (NPSL)   | Chattanooga FC           | 1-2                | Harrisburg City Islanders    | (USL)    |
| (NASL)   | Tampa Bay Rowdies        | 1-0                | FC Cincinnati                | (USL)    |
| (NASL)   | Miami FC                 | 1-2                | Wilmington Hammerheads       | (USL)    |
| (NASL)   | Rayo OKC                 | 1-2 a. p.          | Oklahoma City Energy FC      | (USL)    |
| (USL)    | Saint Louis FC           | 0-2                | Minnesota United FC          | (NASL)   |
| (PDL)    | Des Moines Menace        | 1-2                | San Antonio FC               | (USL)    |
| (USASA)  | La Máquina FC            | 2-0                | LA Wolves FC                 | (USASA)  |
| (USL)    | Sacramento Republic FC   | 1-3                | Kitsap Pumas                 | (PDL)    |
| (USL)    | Arizona United SC        | 0-3                | Colorado Springs Switchbacks | (USL)    |

### Quatrième tour
Ce tour marque l'entrée des équipes de Major League Soccer. Les horaires indiqués sont les heures locales.
| Division | Club                   | Résultat           | Club                            | Division | Lieu                                               | Affluence | Date, heure        | Rapport |
| -------- | ---------------------- | ------------------ | ------------------------------- | -------- | -------------------------------------------------- | --------- | ------------------ | ------- |
| (MLS)    | Real Salt Lake         | 2-2 (3-1 t. a. b.) | Wilmington Hammerheads          | (USL)    | Rio Tinto Stadium, Sandy, UT                       | 17 131    | Mercredi 14, 20h   | Rapport |
| (MLS)    | Portland Timbers       | 2-0                | San Jose Earthquakes            | (MLS)    | Providence Park, Portland, OR                      | 21 144    | Mercredi 14, 19h30 | Rapport |
| (MLS)    | Colorado Rapids        | 1-0                | Colorado Springs Switchbacks FC | (USL)    | Dick's Sporting Goods Park, Commerce City, CO      |           | Mercredi 15, 19h   | Rapport |
| (MLS)    | Los Angeles Galaxy     | 4-1 a. p.          | La Máquina FC                   | (USASA)  | StubHub Center, Carson, CA                         | 4 752     | Mercredi 15, 19h30 | Rapport |
| (NASL)   | Jacksonville Armada FC | 0-1                | Orlando City SC                 | (MLS)    | Baseball Grounds of Jacksonville, Jacksonville, FL | 2 155     | Mercredi 15, 19h   | Rapport |
| (MLS)    | New York City FC       | 0-1                | New York Cosmos                 | (NASL)   | Coffey Field, Bronx, NY                            |           | Mercredi 15, 19h   | Rapport |
| (MLS)    | Philadelphia Union     | 3-2                | Harrisburg City Islanders       | (USL)    | Talen Energy Stadium, Chester, PA                  |           | Mercredi 15, 19h   | Rapport |
| (NASL)   | Carolina RailHawks     | 0-1 a. p.          | New England Revolution          | (MLS)    | WakeMed Soccer Park, Cary, NC                      | 4 147     | Mercredi 15, 19h   | Rapport |
| (MLS)    | Columbus Crew SC       | 4-0                | Tampa Bay Rowdies               | (NASL)   | Jesse Owens Memorial Stadium, Columbus, OH         | 1 064     | Mercredi 15, 19h   | Rapport |
| (USL)    | Rochester Rhinos       | 0-1                | New York Red Bulls              | (MLS)    | Sahlen's Stadium, Rochester, NY                    |           | Mercredi 15, 19h05 | Rapport |
| (MLS)    | DC United              | 0-0 (3-4 t. a. b.) | Fort Lauderdale Strikers        | (NASL)   | Maryland SoccerPlex, Boyds, MD                     |           | Mercredi 15, 19h30 | Rapport |
| (NASL)   | Minnesota United FC    | 1-2 a. p.          | Sporting Kansas City            | (MLS)    | National Sports Center, Blaine, MN                 | 7 689     | Mercredi 15, 19h   | Rapport |
| (MLS)    | Chicago Fire           | 1-1 (4-3 t. a. b.) | Indy Eleven                     | (NASL)   | Toyota Park, Bridgeview, IL                        | 5 543     | Mercredi 15, 19h30 | Rapport |
| (MLS)    | FC Dallas              | 2-2 (6-5 t. a. b.) | Oklahoma City Energy FC         | (USL)    | Toyota Stadium, Frisco, TX                         |           | Mercredi 15        | Rapport |
| (MLS)    | Houston Dynamo         | 4-0                | San Antonio FC                  | (USL)    | BBVA Compass Stadium, Houston, TX                  |           | Mercredi 15, 19h30 | Rapport |
| (MLS)    | Seattle Sounders FC    | 2-0                | Kitsap Pumas                    | (PDL)    | Starfire Sports Complex, Tukwila, WA               | 3 515     | Mercredi 15, 19h30 | Rapport |

### Huitièmes de finale
Le tirage au sort est effectué le 16 juin. Tous les vainqueurs du quatrième tour sont répartis en quatre groupes selon des critères géographiques. Le tirage détermine les rencontres des huitièmes de finale et annonce l'équipe hôte des quarts de finale.
Les horaires indiqués sont les heures locales.
| 28 juin 2016 | Chicago Fire (MLS) | 2 - 1   | (MLS) Columbus Crew SC |                                                                                |                                                                                |
| 19:30        | Accam 7e 29e       | (2 - 0) | 79e (pen.) Finlay      | Toyota Park, Bridgeview, Illinois Spectateurs : 6 190 Arbitrage : Nima Saghafi | Toyota Park, Bridgeview, Illinois Spectateurs : 6 190 Arbitrage : Nima Saghafi |
| 19:30        | Rapport            |         |                        | Toyota Park, Bridgeview, Illinois Spectateurs : 6 190 Arbitrage : Nima Saghafi | Toyota Park, Bridgeview, Illinois Spectateurs : 6 190 Arbitrage : Nima Saghafi |

| 28 juin 2016 | Real Salt Lake (MLS)         | 1 - 1 1 - 4 t. a. b. | (MLS) Seattle Sounders FC        |                                                                                |                                                                                |
| 20:00        | Plata 43e (pen.)             | (1 - 0)              | 51e Valdez                       | Rio Tinto Stadium, Sandy, Utah Spectateurs : 17 087 Arbitrage : Alex Chilowicz | Rio Tinto Stadium, Sandy, Utah Spectateurs : 17 087 Arbitrage : Alex Chilowicz |
| 20:00        | Rapport                      |                      |                                  | Rio Tinto Stadium, Sandy, Utah Spectateurs : 17 087 Arbitrage : Alex Chilowicz | Rio Tinto Stadium, Sandy, Utah Spectateurs : 17 087 Arbitrage : Alex Chilowicz |
| 20:00        | Martínez · Plata · Beckerman | Tirs au but 1 - 4    | Gómez · Morris · Scott · Friberg | Rio Tinto Stadium, Sandy, Utah Spectateurs : 17 087 Arbitrage : Alex Chilowicz | Rio Tinto Stadium, Sandy, Utah Spectateurs : 17 087 Arbitrage : Alex Chilowicz |

| 29 juin 2016 | New York Cosmos (NASL)    | 2 - 3   | (MLS) New England Revolution |                                                                                  |                                                                                  |
| 19:30        | Bover 38e · Guenzatti 56e | (1 - 1) | 43e 83e Bunbury · 75e Kamara | Belson Stadium, Hempstead, New York Spectateurs : 1 264 Arbitrage : Sorin Stoica | Belson Stadium, Hempstead, New York Spectateurs : 1 264 Arbitrage : Sorin Stoica |
| 19:30        | Rapport                   |         |                              | Belson Stadium, Hempstead, New York Spectateurs : 1 264 Arbitrage : Sorin Stoica | Belson Stadium, Hempstead, New York Spectateurs : 1 264 Arbitrage : Sorin Stoica |

| 29 juin 2016 | Philadelphia Union (MLS) | 2 - 1   | (MLS) New York Red Bulls |                                                                       |                                                                       |
| 19:00        | Pontius 55e 60e          | (0 - 1) | 17e Grella               | Talen Energy Stadium, Chester, Pennsylvanie Arbitrage : Mark Kadlecik | Talen Energy Stadium, Chester, Pennsylvanie Arbitrage : Mark Kadlecik |
| 19:00        | Rapport                  |         |                          | Talen Energy Stadium, Chester, Pennsylvanie Arbitrage : Mark Kadlecik | Talen Energy Stadium, Chester, Pennsylvanie Arbitrage : Mark Kadlecik |

| 29 juin 2016 | Orlando City SC (MLS) | 1 - 2 a. p. | (NASL) Fort Lauderdale Strikers |                                                                                      |                                                                                      |
| 19:30        | Molino 15e            | (1 - 1)     | 12e Angulo · 120e Victor PC     | Camping World Stadium, Orlando, Floride Spectateurs : 3 162 Arbitrage : Caleb Mendez | Camping World Stadium, Orlando, Floride Spectateurs : 3 162 Arbitrage : Caleb Mendez |
| 19:30        | Rapport               |             |                                 | Camping World Stadium, Orlando, Floride Spectateurs : 3 162 Arbitrage : Caleb Mendez | Camping World Stadium, Orlando, Floride Spectateurs : 3 162 Arbitrage : Caleb Mendez |

| 29 juin 2016 | Houston Dynamo (MLS)      | 3 - 1   | (MLS) Sporting Kansas City |                                                                                    |                                                                                    |
| 19:30        | Manotas 7e 84e · Alex 55e | (1 - 0) | 61e Davis                  | BBVA Compass Stadium, Houston, Texas Spectateurs : 6 371 Arbitrage : Allen Chapman | BBVA Compass Stadium, Houston, Texas Spectateurs : 6 371 Arbitrage : Allen Chapman |
| 19:30        | Rapport                   |         |                            | BBVA Compass Stadium, Houston, Texas Spectateurs : 6 371 Arbitrage : Allen Chapman | BBVA Compass Stadium, Houston, Texas Spectateurs : 6 371 Arbitrage : Allen Chapman |

| 29 juin 2016 | FC Dallas (MLS)       | 2 - 1 a. p. | (MLS) Colorado Rapids |                                                         |                                                         |
| 19:30        | Díaz 64e · Urruti 96e | (0 - 1)     | 38e Badji             | Toyota Stadium, Frisco, Texas Arbitrage : Ismail Elfath | Toyota Stadium, Frisco, Texas Arbitrage : Ismail Elfath |
| 19:30        | Rapport               |             |                       | Toyota Stadium, Frisco, Texas Arbitrage : Ismail Elfath | Toyota Stadium, Frisco, Texas Arbitrage : Ismail Elfath |

| 29 juin 2016 | Portland Timbers (MLS) | 0 - 1   | (MLS) Los Angeles Galaxy |                                                                                    |                                                                                    |
| 19:30        |                        | (0 - 1) | 5e Mendiola              | Providence Park, Portland, Oregon Spectateurs : 18 164 Arbitrage : Edvin Jurisevic | Providence Park, Portland, Oregon Spectateurs : 18 164 Arbitrage : Edvin Jurisevic |
| 19:30        | Rapport                |         |                          | Providence Park, Portland, Oregon Spectateurs : 18 164 Arbitrage : Edvin Jurisevic | Providence Park, Portland, Oregon Spectateurs : 18 164 Arbitrage : Edvin Jurisevic |

### Quarts de finale
| 20 juillet 2016 | Chicago Fire (MLS)                         | 3 - 0   | (NASL) Fort Lauderdale Strikers |                                                                                 |                                                                                 |
| 19:30           | Accam 5e (pen.) · de Leeuw 35e · Thiam 51e | (2 - 0) |                                 | Toyota Park, Bridgeview, Illinois Spectateurs : 3 666 Arbitrage : Fotis Bazakos | Toyota Park, Bridgeview, Illinois Spectateurs : 3 666 Arbitrage : Fotis Bazakos |
| 19:30           | Rapport                                    |         |                                 | Toyota Park, Bridgeview, Illinois Spectateurs : 3 666 Arbitrage : Fotis Bazakos | Toyota Park, Bridgeview, Illinois Spectateurs : 3 666 Arbitrage : Fotis Bazakos |

| 20 juillet 2016 | New England Revolution (MLS)                     | 1 - 1 4 - 2 t. a. b. | (MLS) Philadelphia Union             |                                                                      |                                                                      |
| 19:30           | Watson 44e                                       | (1 - 0)              | 90e Herbers                          | Gillette Stadium, Foxborough, Massachusetts Arbitrage : Sorin Stoica | Gillette Stadium, Foxborough, Massachusetts Arbitrage : Sorin Stoica |
| 19:30           | Rapport                                          |                      |                                      | Gillette Stadium, Foxborough, Massachusetts Arbitrage : Sorin Stoica | Gillette Stadium, Foxborough, Massachusetts Arbitrage : Sorin Stoica |
| 19:30           | Nguyen · Tierney · Caldwell · Gonçalves · Watson | Tirs au but 4 - 2    | Le Toux · Ilsinho · Sapong · Herbers | Gillette Stadium, Foxborough, Massachusetts Arbitrage : Sorin Stoica | Gillette Stadium, Foxborough, Massachusetts Arbitrage : Sorin Stoica |

| 20 juillet 2016 | Houston Dynamo (MLS) | 0 - 1   | (MLS) FC Dallas |                                                               |                                                               |
| 19:30           |                      | (0 - 0) | 90+1e Castillo  | BBVA Compass Stadium, Houston, Texas Arbitrage : Nima Saghafi | BBVA Compass Stadium, Houston, Texas Arbitrage : Nima Saghafi |
| 19:30           | Rapport              |         |                 | BBVA Compass Stadium, Houston, Texas Arbitrage : Nima Saghafi | BBVA Compass Stadium, Houston, Texas Arbitrage : Nima Saghafi |

### Demi-finales
| 9 août 2016 | New England Revolution (MLS)                 | 3 - 1   | (MLS) Chicago Fire    |                                                                                             |                                                                                             |
| 20h00       | Kamara 16e (pen.) · Watson 42e · Bunbury 85e | (2 - 1) | 40e Accam · 89e Accam | Gillette Stadium, Foxborough, Massachusetts Spectateurs : 9 801 Arbitrage : Edvin Jurisevic | Gillette Stadium, Foxborough, Massachusetts Spectateurs : 9 801 Arbitrage : Edvin Jurisevic |
| 20h00       | Rapport                                      |         |                       | Gillette Stadium, Foxborough, Massachusetts Spectateurs : 9 801 Arbitrage : Edvin Jurisevic | Gillette Stadium, Foxborough, Massachusetts Spectateurs : 9 801 Arbitrage : Edvin Jurisevic |

### Finale
| 13 septembre 2016 | FC Dallas                                                                                   | 4 - 2   | New England Revolution                                                              | Toyota Stadium, Frisco, Texas                     |                                                   |
| 21h00             | Maximiliano Urruti 15e · Matt Hedges 40e · Mauro Díaz 45+7e (pen.) · Maximiliano Urruti 61e | (3 - 1) | 6e Juan Agudelo · 73e Juan Agudelo                                                  | Spectateurs : 16 612 Arbitrage : Baldomero Toledo | Spectateurs : 16 612 Arbitrage : Baldomero Toledo |
| 21h00             | Walker Zimmerman 50e                                                                        | Rapport | 29e Scott Caldwell · 48e London Woodberry · 63e Andrew Farrell · 66e Diego Fagundez | Spectateurs : 16 612 Arbitrage : Baldomero Toledo | Spectateurs : 16 612 Arbitrage : Baldomero Toledo |

| FC Dallas | New England Revolution |

| FC Dallas :   |    |                    |     |       |
|               |    |                    |     |       |
| GB            | 18 | Chris Seitz        |     |       |
| DD            | 12 | Ryan Hollingshead  |     |       |
| DC            | 25 | Walker Zimmerman   | 50e |       |
| DC            | 24 | Matt Hedges        |     |       |
| DG            | 31 | Maynor Figueroa    |     |       |
| MC            | 7  | Carlos Gruezo      |     |       |
| MC            | 23 | Kellyn Acosta      |     |       |
| MOD           | 77 | Mauro Rosales      |     | 58e   |
| MO            | 10 | Mauro Díaz (c)     |     |       |
| MOG           | 21 | Michael Barrios    |     | 82e   |
| A             | 37 | Maximiliano Urruti |     | 90+1e |
| Remplaçants : |    |                    |     |       |
| GB            | 1  | Jesse Gonzalez     |     |       |
| D             | 5  | Norberto Paparatto |     |       |
| D             | 2  | Aubrey David       |     | 90+1e |
| M             | 8  | Victor Ulloa       |     | 82e   |
| A             | 13 | Tesho Akindele     |     | 58e   |
| A             | 9  | Getterson          |     |       |
| A             | 28 | Colin Bonner       |     |       |
| Entraîneur :  |    |                    |     |       |
| Oscar Pareja  |    |                    |     |       |

| New England Revolution : |    |                       |     |       |
|                          |    |                       |     |       |
| GB                       | 18 | Brad Knighton         |     |       |
| DG                       | 15 | Je-Vaughn Watson      |     | 45+3e |
| DC                       | 23 | José Gonçalves (c)    |     |       |
| DC                       | 28 | London Woodberry      | 48e |       |
| DD                       | 2  | Andrew Farrell        | 63e |       |
| MC                       | 7  | Gershon Koffie        |     | 42e   |
| MG                       | 14 | Diego Fagundez        | 66e |       |
| MD                       | 6  | Scott Caldwell        | 29e |       |
| MO                       | 11 | Kelyn Rowe            |     | 69e   |
| A                        | 24 | Lee Nguyen (c)        |     |       |
| A                        | 17 | Juan Agudelo          |     |       |
| Remplaçants :            |    |                       |     |       |
| GB                       | 1  | Cody Cropper          |     |       |
| D                        | 8  | Chris Tierney         |     | 45+3e |
| M                        | 16 | Daigo Kobayashi       |     |       |
| M                        | 4  | Steve Neumann         |     |       |
| A                        | 13 | Kei Kamara            |     | 42e   |
| A                        | 10 | Teal Bunbury          |     | 69e   |
| A                        | 88 | Femi Hollinger-Janzen |     |       |
| Entraîneur :             |    |                       |     |       |
| Jay Heaps                |    |                       |     |       |

| Assistants : Sean Hurd Adam Wienckowski Quatrième arbitre : Sorin Stoica |

| Vainqueur de la Lamar Hunt US Open Cup 2016 FC Dallas 2e titre |

## Synthèse

### Nombre d'équipes par division et par tour
| Divisions \ Manches                      | Premier tour  | Deuxième tour | Troisième tour | Quatrième tour | Huitièmes de finale | Quarts de finale | Demi-finales | Finale |        |
| ---------------------------------------- | ------------- | ------------- | -------------- | -------------- | ------------------- | ---------------- | ------------ | ------ | ------ |
| MLS (D1) 17 équipes                      | non présentes | non présentes | non présentes  | 17             | 14                  | 7                | 4            | 2      |        |
| NASL (D2) 9 équipes                      | non présentes | non présentes | 9              | 7              | 2                   | 1                | Aucune       | Aucune |        |
| USL (D3) 17 équipes                      | non présentes | 17            | 14             | 6              | Aucune              | Aucune           | Aucune       | Aucune | Aucune |
| PDL (D4) 19 équipes                      | 18 présentes  | 10            | 3              | 1              | Aucune              | Aucune           | Aucune       | Aucune | Aucune |
| NPSL (D4) 15 équipes                     | 14 présentes  | 8             | 1              | Aucune         | Aucune              | Aucune           | Aucune       | Aucune | Aucune |
| USASA (divisions inférieures) 12 équipes | 12            | 6             | 3              | 1              | Aucune              | Aucune           | Aucune       | Aucune | Aucune |
| USCS 1 équipe                            | 1             | Aucune        | Aucune         | Aucune         | Aucune              | Aucune           | Aucune       | Aucune |        |
| USSSA 1 équipe                           | 1             | 1             | Aucune         | Aucune         | Aucune              | Aucune           | Aucune       | Aucune |        |
| Total                                    | 46            | 42            | 30             | 32             | 16                  | 8                | 4            | 2      |        |

### Le parcours des équipes de Major League Soccer
- Les équipes de Major League Soccer font leur entrée dans la compétition lors du quatrième tour.

| Équipes de la Conférence Ouest | Édition précédente | Édition 2016                                                    |
| ------------------------------ | ------------------ | --------------------------------------------------------------- |
| Colorado Rapids                | 1/16 de finale     | 1/8 de finale c. FC Dallas (MLS) [2-1 a. p.]                    |
| FC Dallas                      | 1/16 de finale     | Vainqueur                                                       |
| Houston Dynamo                 | 1/4 de finale      | 1/4 finale c. FC Dallas (MLS) [0-1]                             |
| Los Angeles Galaxy             | 1/4 de finale      | Demi-finale c. FC Dallas (MLS) [1-2 a. p.]                      |
| Portland Timbers               | 1/16 de finale     | 1/8 de finale c. Los Angeles Galaxy (MLS) [0-1]                 |
| Real Salt Lake                 | Demi-finale        | 1/8 de finale c. Seattle Sounders FC (MLS) [1-1 (1-4 t. a. b.)] |
| San José Earthquakes           | 1/16 de finale     | 4e tour c. Portland Timbers (MLS) [2-0]                         |
| Seattle Sounders               | 4e tour            | 1/4 de finale c. Los Angeles Galaxy (MLS) [4-2]                 |
| Sporting Kansas City           | Vainqueur          | 1/8 de finale tour c. Houston Dynamo (MLS) [3-1]                |

| Équipes de la Conférence Est | Édition précédente | Édition 2016                                                       |
| ---------------------------- | ------------------ | ------------------------------------------------------------------ |
| Chicago Fire                 | Demi-finale        | Demi-finale c. New England Revolution (MLS) [3-1]                  |
| Columbus Crew                | 1/16 de finale     | 1/8 de finale tour c. Chicago Fire (MLS) [2-1]                     |
| DC United                    | 1/16 de finale     | 4e tour c. Fort Lauderdale Strikers (NASL) [0-0 (3-4 t. a. b.)]    |
| Orlando City SC              | 1/4 de finale      | 1/8 de finale c. Fort Lauderdale Strikers (NASL) [1-2 a. p.]       |
| New England Revolution       | 4e tour            | Finaliste                                                          |
| New York City FC             | 4e tour            | 4e tour c. New York Cosmos (NASL) [0-1]                            |
| New York Red Bulls           | 1/4 de finale      | 1/8 de finale c. Philadelphia Union (MLS) [2-1]                    |
| Philadelphia Union           | Finaliste          | 1/4 de finale c. New England Revolution (MLS) [1-1 (4-2 t. a. b.)] |

### Meilleurs buteurs
| Rang | Joueur             | Équipe                 | Buts |
| ---- | ------------------ | ---------------------- | ---- |
| 1    | David Accam        | Chicago Fire           | 5    |
| 1    | Edwin Borboa       | La Máquina FC          | 5    |
| 3    | Sebastian Lletget  | Los Angeles Galaxy     | 4    |
| 4    | Maximiliano Urruti | FC Dallas              | 3    |
| 4    | Mauro Manotas      | Houston Dynamo         | 3    |
| 4    | Javier Castro      | Kitsap Pumas           | 3    |
| 4    | Teal Bunbury       | New England Revolution | 3    |
| 4    | Asani Samuels      | Rochester Rhinos       | 3    |
| 4    | Jacques François   | San Antonio FC         | 3    |
| 10   | 23 joueurs         | 20 équipes             | 2    |